# Nordmalingsmål

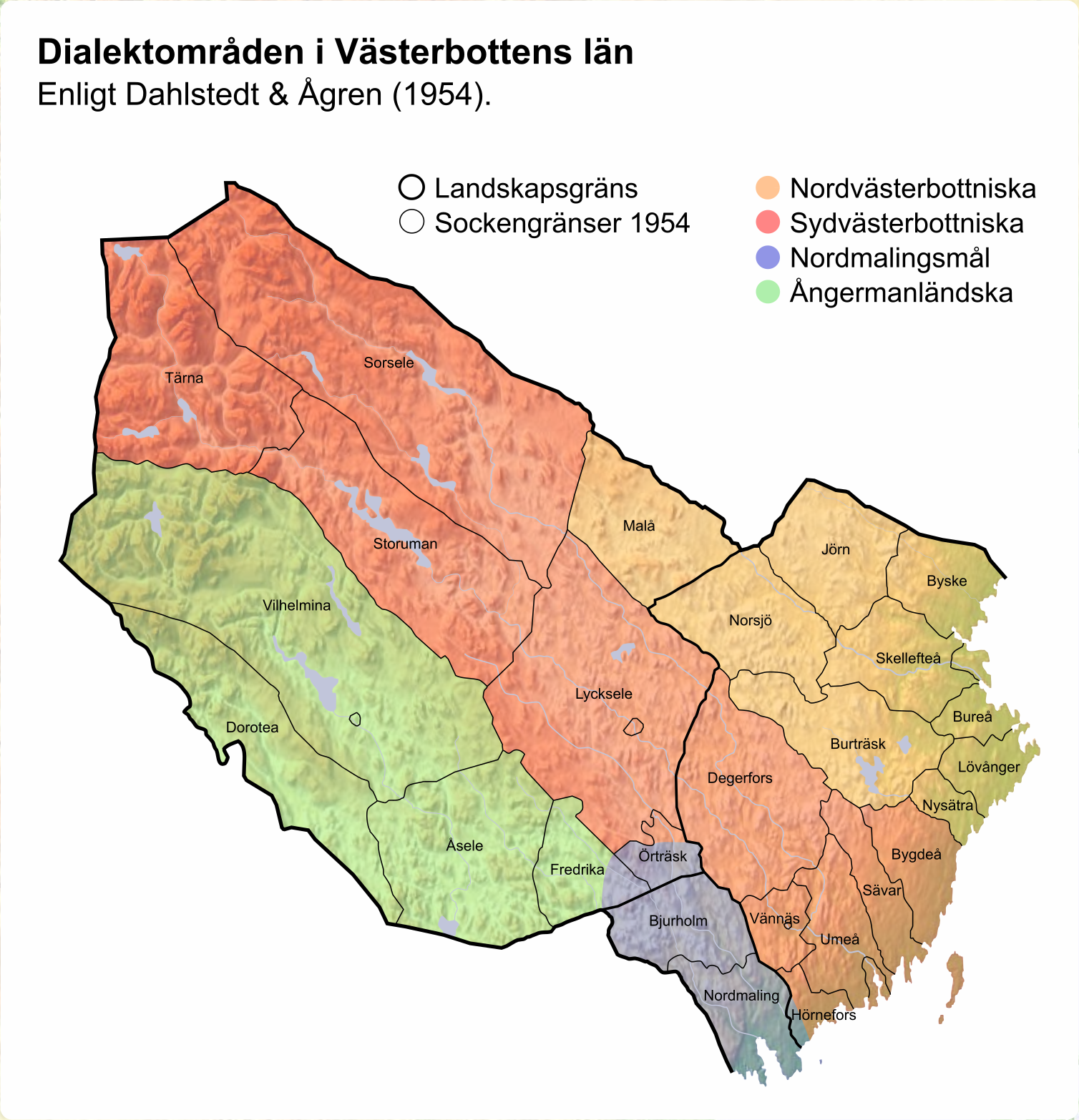
Nordmalingsmålets utbredning (i blått) bland målen i Västerbotten.

Nordmalingsmål är en norrländsk dialektgrupp som talas i den medeltida Nordmalings socken i nordöstra Ångermanland (nuvarande Nordmalings och Bjurholms kommuner) samt i Örträsks socken i södra Lappland (sydligaste delen av nuvarande Lycksele kommun). Nordmalingsmålet gränsar till de sydvästerbottniska dialekterna i norr och till de ångermanländska nolaskogsmålen i söder. Dialektgruppen har ansetts stå i mellanställning till västerbottniska och ångermanländska.

## Språkdrag

### Vokalbalans och apokope
Nordmalingsmålet kännetecknas liksom de flesta övriga norrländska varieteter av vokalbalans. Detta innebär att ord med lång- respektive kort rotstavelse i fornnordiskan får olika uttalsmönster i dialekten. För orden med gammal lång rotstavelse föreligger apokopering; ändelsevokalen huggs av och ord som 'kasta' och 'gädda' blir kast och jädd på dialekten. Detta i kontrast till nolaskogsmålen söderut där ett slutande -e står kvar, men i överensstämmelse med sydvästerbottniskan och alla nordligare dialekter längs med norrlandskusten. Uttalet med cirkumflexaccent som är gängse i de nordligare dialekterna förekommer däremot inte i Nordmalingsområdet.
I stark kontrast till de avhuggna orden så behåller orden med gammal kort rotstavelse istället sin ändelsevokal. En egenhet med nordmalingsmålet är att de gamla kortstaviga orden dessutom har behållit sitt fornspråkliga uttalsmönster där ba`ka, 'baka' och lôde, 'lada' uttalas med både kort vokal och konsonant. Denna kortstavighet är ett drag som nordmalingsmålet delar med traditionella dialekter i bland annat Norrbotten, övre Dalarna och delar av Jämtland, men inte med några av sina granndialekter.

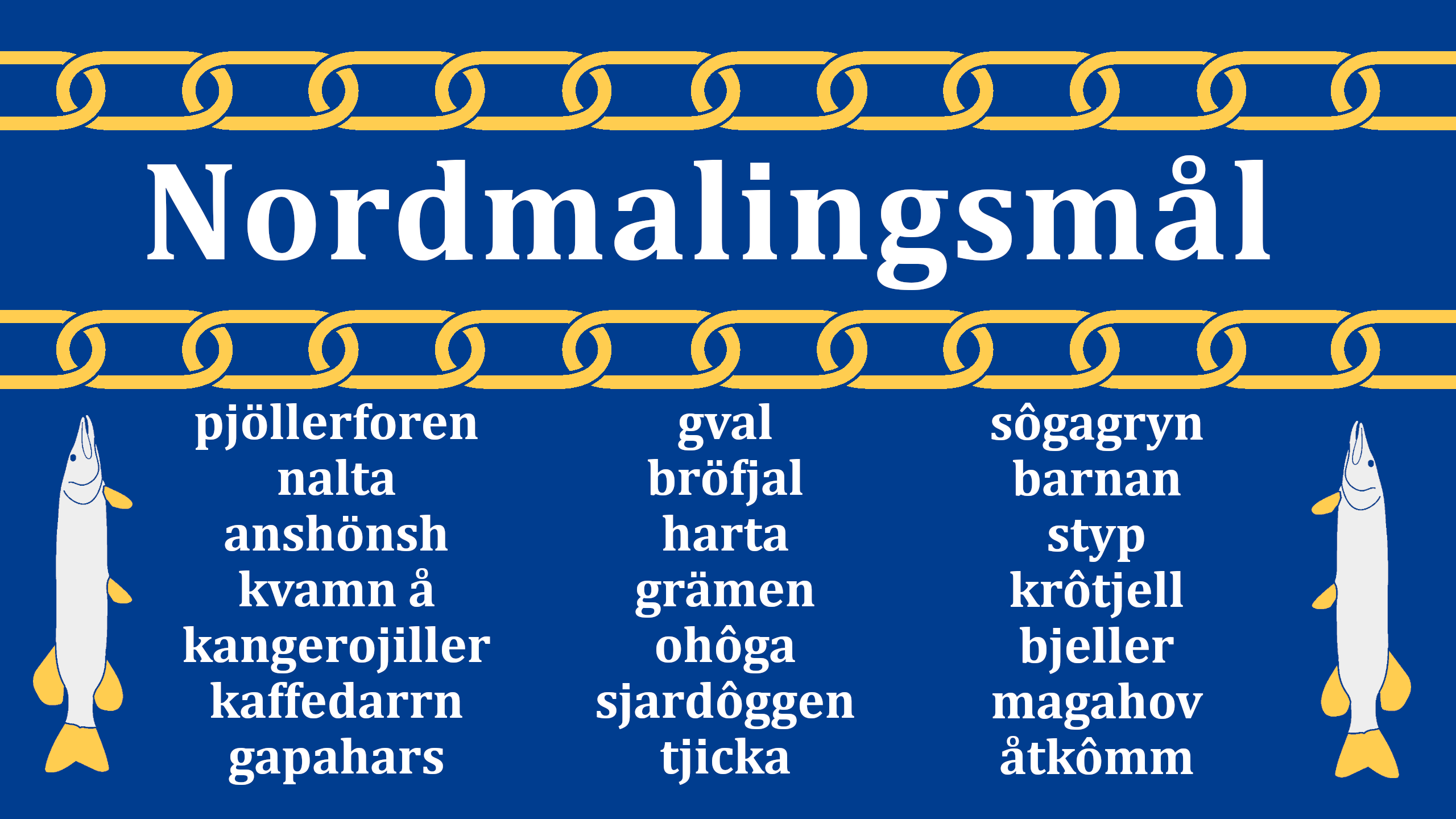
Tavla med ord på nordmalingsmål.

| Kort stavelse   | Lång stavelse     | Vokalbalans | Kommentar                                                                           |
| --------------- | ----------------- | ----------- | ----------------------------------------------------------------------------------- |
| ba`ka, 'baka'   | kast, 'kasta'     | a ~ apokope | Gammal ändelse -a: ger -a efter korta stavelser, apokope efter långa.               |
| ba`ka, 'bakade' | kas`te, 'kastade' | a ~ e       | Gammal ändelse -að(e): ger -a efter korta stavelser, reduceras till -e efter långa. |
| lôde, 'lada'    | jädd, 'gädda'     | e ~ apokope | Gammal ändelse -u: ger -ə efter korta stavelser, apokope efter långa.               |

### Språkljud
Nordmalingsmålet har liksom dess omgivande dialekter utvecklat ett öppet ô-ljud [ɞ] ur äldre kort u och o, så att ord som 'gott' och 'påse' uttalas gôtt och pô`sa. Detta ljud används även i den äldre au-diftongens ställe, då målet har dragit ihop de gamla diftongerna. Vokalen i ord som skô:t (*skaut, 'sköt') kontrasterar på så vis alltjämt med den i hö: (*høy, 'hö'). Vidare har målet främre rullat r-ljud, främre sje-ljud [ʂ] och tjockt l för både äldre l och rð (rdh) så att da:L, 'dal' och bô:L, 'börda' får samma slutkonsonant. I nordmalingsmål har äldre intervokaliskt ð (dh) blivit till d i korta rotstavelser, till skillnad från i nolaskogsmålen där konsonanten tenderar att falla bort. Därmed motsvaras nordmalingsmålets lôden, 'luden' av lô:en söderut. En egenartad utveckling som delas med nolaskogsmålen är att man skiljer mellan äldre initialt v- och hv- såtillvida att det senare har fortifierats till gv- eller gw- (Örträsk), exempelvis i gva:L, 'val' (stång, pinne) och gveka, 'vicka'.

## Språkprov
| Nordmalingsmål | Däm bruk säg ôm töke sôm krömp, att hä vaL minner å minner sôm järpa mot dommen. Hä kôm sä å, att-n gang, då n Jesus vâ te skojen, sä vort-n skrämd å n järp, sôm fLôg ôpp framaföre föttren hansj. Å så förbânä-n a, å sâ âtt hon skull vaL minner å minner, sä att ve dommen skul-a ha vorte ôpe ingenting. Däför är å järpa sä litn.                                             |
| Svenska        | De brukar säga om sånt som krymper, att det blir mindre och mindre som järpen mot dommen. Det kommer sig av, att en gång när Jesus var i skogen så blev han skrämd av en järpe som flög upp framför hans fötter. Och så förbannade han henne (läs: 'den'), och sa att hon skulle bli mindre och mindre så att vid dommen skulle hon ha försvunnit. Därför är också järpen så liten. |